# Туристический Пансионат «Клязьминское водохранилище»
Туристический Пансионат «Клязьминское водохранилище» — посёлок в городском округе Мытищи Московской области России. Население — 1520 чел. (2010).

## География
Расположен на севере Московской области, в центральной части Мытищинского района, примерно в 10 км к северу от центра города Мытищи и 11 км от Московской кольцевой автодороги, рядом с Осташковским шоссе и Пироговским водохранилищем системы канала имени Москвы.
На территории посёлка находится пансионат «Клязьминское водохранилище», уличную сеть составляют Майская улица и Сорокинское шоссе, к посёлку приписано садоводческое товарищество. Связан автобусным сообщением с районным центром и городом Москвой (маршруты № 26, 438). Ближайшие населённые пункты — посёлок Жостово, деревни Жостово, Сорокино и Ульянково.

## История
Построенный решением Первого секретаря ЦК КПСС Никиты Хрущёва пансионат «Клязьминское водохранилище» был открыт 17 июня 1963 года и должен был стать зоной отдыха для жителей Подмосковья. Первоначально включал в себя 4 корпуса — «Молодёжный», «Солнечный», «Лесной», «Живописный», три столовые, два дома для обслуживающего персонала, затем появились клуб с кинотеатром «Подмосковный огонёк», магазин, школа, имелись три лодочные станции и три пляжа.
1994—2006 гг. — посёлок Жостовского сельского округа Мытищинского района, с 2006 г. — посёлок городского поселения Пироговский Мытищинского района.

## Население
| 2002 | 2010  |
| ---- | ----- |
| 1295 | ↗1520 |